# نی وین
نی وین (برمه‌ای: နေဝင်း؛ ۱۴ مهٔ ۱۹۱۰ – ۵ دسامبر ۲۰۰۲) سیاست‌مدار و نظامی اهل برمه بود. نی وین نخست‌وزیر و رئیس‌جمهور کشور برمه بود.
پس از کودتای که توسط ژنرال نی وین که منجر به سرنگونی دولت غیرنظامی نخست‌وزیر او نو شد در سال ۱۹۵۸ ژنرال نی وین برای مدت کوتاهی حکومت نظامی اعلام کرد. او توانست حکومتی پایدار را در سال ۱۹۶۲ پایه‌ریزی کند. وی از سال ۱۹۶۲ تا ۱۹۸۸ کشور را به صورت دیکتاتوری تک حزبی مارکسیستی اداره می‌کرد. در سال ۱۹۷۴ قانون اساسی جدید معرفی شد و آن هم زیر نظر حزب سوسیالیست، تنها حزب قانونی کشور بود. ژنرال نی وین پس از اعتراضات سراسری در سال ۱۹۸۸ از سمتش استعفا داد

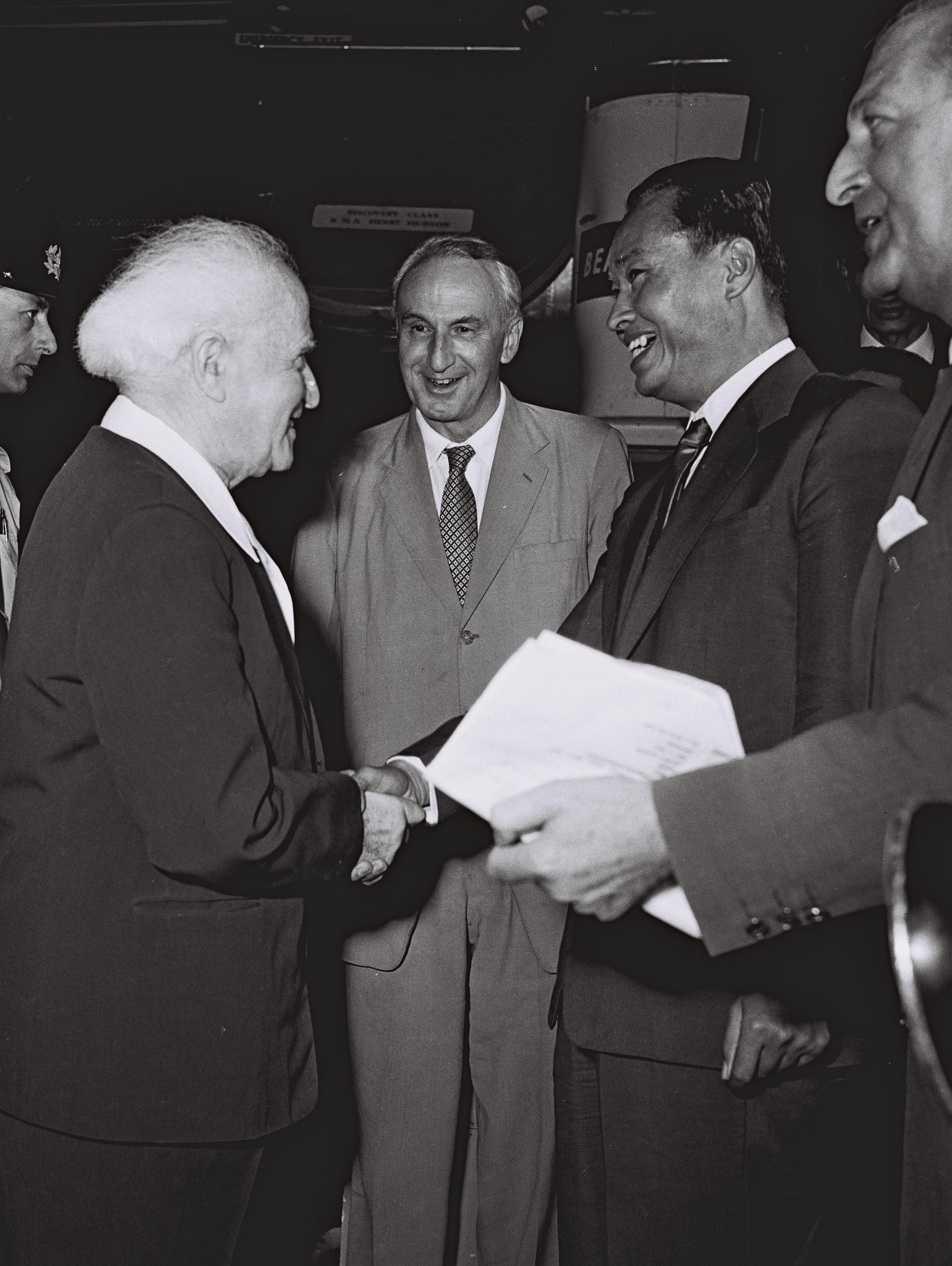